# 피아노 삼중주를 위한 알레그레토, WoO 39 (베토벤)
《피아노 삼중주를 위한 알레그레토 내림마장조, WoO 39》는 루트비히 판 베토벤에 의해 쓰인 작품으로, "피아노 삼중주 9번"이라고도 칭해진다. 참고로, 베토벤의 열두 개의 피아노 삼중주의 장르 일련번호는 표준화되어 있지 않다.

## 개요
이 피아노 삼중주 작품은 베토벤이 1812년에 그의 친구인 안토니오 브렌타노의 열 살 난 딸 막시밀리아네 브렌타노를 위해 쓴 것이다.
베토벤은 여름을 보내려고 계획했던 테블리체를 여행하는 동안 이 작품을 작곡했다. 당시 브렌타노 가족은 칼스바트에 거주했다. 그는 프라하로 여행하기 전인 1812년 6월 26일에 가족에게 작품을 증정했다. 작품을 작곡한 정확한 이유는 불분명하지만, 앵거스 왓슨은 "그녀의 피아노 연주로 막시밀리안느를 격려하기 위해서였다"라고 밝히고 있다.
이 작품의 초판은 1830년에 프랑크푸르트의 FP 던스트 사를 통해 《피아노 삼중주, WoO 38》 및 《피아노 소나타, WoO 51》과 함께 처음 간행되었다. 1820년에도 베토벤은 《피아노 소나타 30번, 작품 번호 109》를 쓰고 막시밀리아네에게 헌정한 바 있다. 이 작품에 대한 작곡가의 원고는 살아남았다. 그의 대부분의 원고에 비해 이 작품의 악보는 깔끔하게 쓰여져 쉽게 읽을 수 있다. 베토벤이 제안한 피아노 운지법이 원고에 포함되어 있다.

## 구조
작품은 소나타 형식으로 쓰인 단일 악장의 것이다. 템포 마크는 알레그레토이다. 연주 시간은 약 5분 정도 소요된다.

## 참고 문헌
각주
1. 1 2  Cooper 2000, 225쪽
2. ↑  Watson 2012, 193쪽
3. ↑  Heibert 1970, 168쪽
4. ↑  Anderson 2007

출처
- Anderson, Keith (1994). 《Beethoven:  Archduke Trio / Kakadu Variations / Allegretto, WoO 39》 (CD). Naxos Records. 8.550949. 2021년 6월 30일에 원본 문서에서 보존된 문서. 2021년 2월 26일에 확인함.
- Anderson, Keith (2007). 《Beethoven: Piano Trios, Vol. 2 - Piano Trios Nos. 1, 2, 9》 (CD). Naxos Records. 8.572343. 2019년 12월 11일에 원본 문서에서 보존된 문서. 2021년 2월 26일에 확인함.
- Cooper, Barry (2000). 《Beethoven》. United States: Oxford University Press. ISBN 0191592706.
- Hiebert, Elfrieda Franz (1970). 《The Piano Trios of Beethoven: An Historical and Analytical Study》. University Microfilms.
- Watson, Angus (2012). 《Beethoven's Chamber Music in Context》. Woodbridge: Boydell Press. ISBN 978-1-84383-716-9.
- Wigmore, Richard (2011). 《Beethoven: The Complete Music for Piano Trio》 (PDF) (CD). Hyperion Records. CDS44471/4.